# Trenton Speedway

Circuit

De Trenton Speedway was een racecircuit gelegen nabij de Amerikaanse stad Trenton in de staat New Jersey, op de terreinen van de voormalige New Jersey State Fairgrounds.
De eerste race werd er gehouden in 1900 en van 1912 tot 1941 werden er regelmatig races gehouden. In 1946 werd er een vernieuwd ovaal circuit geopend en in 1957 werd het geasfalteerd. De eerste Championship Car race georganiseerd door de United States Automobile Club, de voorloper van het Champ Car kampioenschap werd gehouden in 1957. Het circuit stond jaarlijks op de kalender van het kampioenschap tot 1978, het laatste jaar dat de USAC het kampioenschap organiseerde. Vaak werd er twee of drie keer per jaar op het circuit geracet. A.J. Foyt is recordhouder op het circuit met twaalf overwinningen. Mario Andretti won zeven keer op het circuit.
Het circuit stond drie keer op het programma van het allereerste Champ Car kampioenschap in 1979. Bobby Unser won de eerste twee races, de laatste race werd gewonnen door Rick Mears. Daarna sloot het circuit en werden de terreinen heringericht voor het museum en beeldenpark Grounds for Sculpture.